# C-пептид

Структура C-пептиду

C-пептид (від англ. connecting peptide, «з'єднуючий пептид») — пептид, що утворюється при розщепленні проінсуліну пептидазами. Разом з отриманим інсуліном C-пептид потрапляє в кровотік. Аномально низькі рівні C-пептиду можуть свідчити про зниження вироблення інсуліну, що є ознакою цукрового діабету, надмірно високі — говорити про наявність  інсуліноми. Будучи побічним продуктом утворення важливого гормону інсуліну, C-пептид і сам є біологічно активною молекулою.